# Sydney Tennis Classic 2022
Das Sydney Tennis Classic 2022 war der Name eines Tennisturniers der WTA Tour 2022 für Damen sowie eines Tennisturniers der ATP Tour 2022 für Herren, welche zeitgleich vom 10. bis 15. Januar 2022 in Sydney im NSW Tennis Centre stattfanden.

## Herrenturnier
→ Qualifikation: Sydney Tennis Classic 2022/Herren/Qualifikation

## Damenturnier
→ Qualifikation: Sydney Tennis Classic 2022/Damen/Qualifikation